# Обводный канал (Архангельск)
Обводный канал — проспект в центральной части Архангельска. Проходит параллельно изгибу реки Северной Двины (шестой проспект по счёту от берега реки) от улицы Смольный Буян до проспекта Дзержинского. Назван по находившемуся на его месте осушительному каналу. Имеет двустороннее движение на всём протяжении, является оживлённой транспортной магистралью. В противоположную сторону от начала проспекта берёт начало Московский проспект.

## История

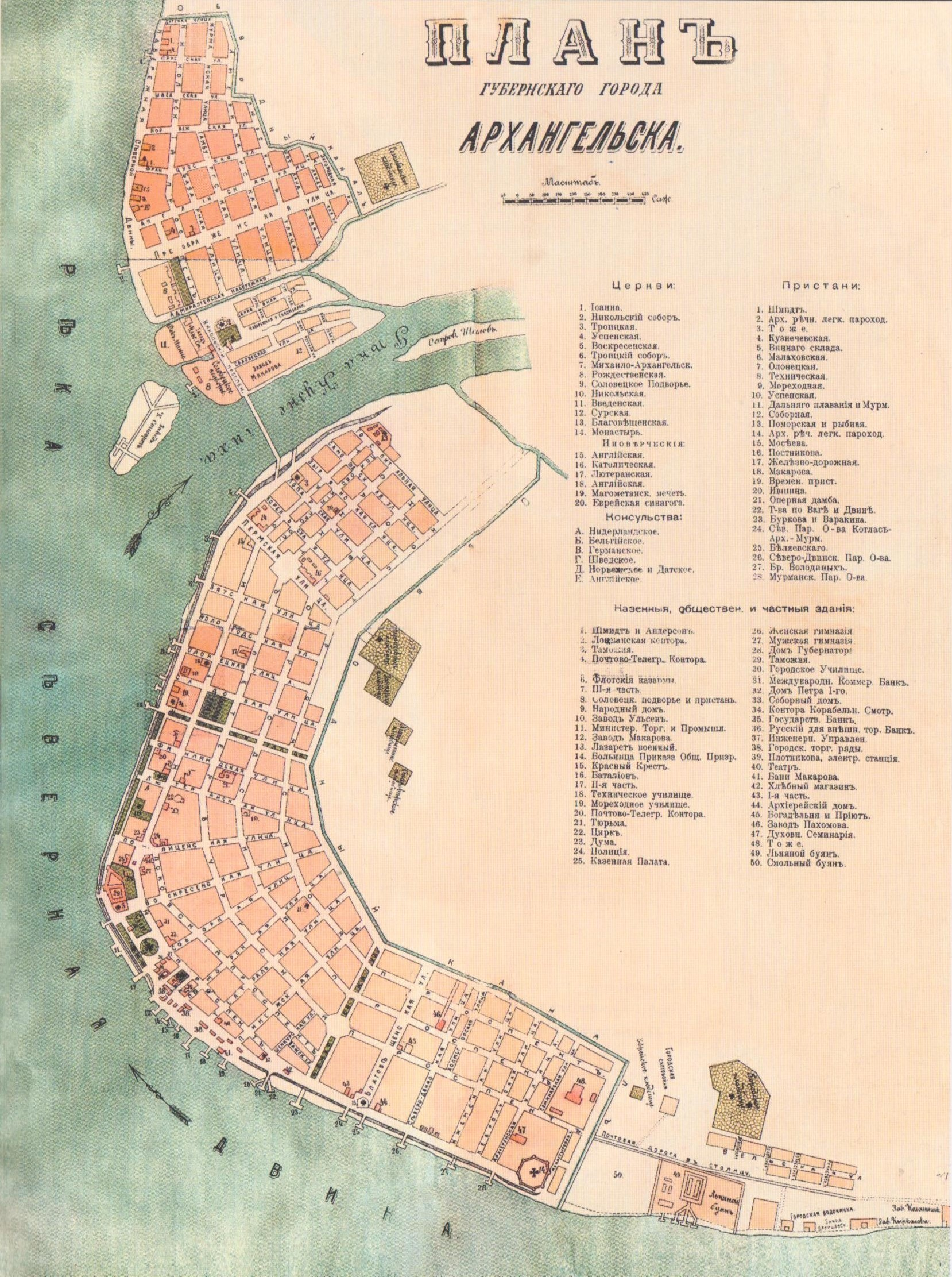
Карта Архангельска 1890 года. Восточная граница города проходила по Обводному каналу

Сооружение специального канала «в обвод» центральной части Архангельска являлось насущной необходимостью для города, страдавшего от сильного заболачивания местности, повышенной влажности и загрязнённости воздуха. Виной этому было большое болото Мхи, расположенное сразу за восточной границей города. Поэтому в 1787 году было начато строительство осушительной канавы, позволяющей выносить в Северную Двину воды, стекающие из Мхов. Строительство поначалу шло медленно, но после опустошительного пожара в 1793 году канал, включённый в проектный городской план Архангельска от 1794 года, получил официальное утверждение со стороны императрицы Екатерины II и его сооружение ускорилось. На одном из этапов строительства канала, после 1812 года, над его сооружением работали пленные французы.
В 1860 году канал был вырыт до размеров проектируемого профиля общей длиной более пяти вёрст и получил название Обводный канал. В соответствии с проектом, он был вырыт с самой возвышенной, раздельной точки (Гагарье озерко) с уклоном в противоположные стороны и имел выход к Северной Двине на Смольном Буяне, южнее городской черты, а с северной стороны возле речки Курьи, впадающей в Кузнечевский рукав Северной Двины. Обводный канал фактически стал восточной границей города, за которой шли болотистые пустыри и покосы, сдаваемые в аренду горожанам. Такой канал вполне мог решить санитарные проблемы города, снизив уровень грунтовых вод, от которых страдали городские кварталы, однако состояние Обводного канала с течением времени стремительно ухудшалось, порой делая невозможным его полноценное функционирование. Мягкий береговой грунт, быстро оплывая, преграждал русло, вода застаивалась, окружавшая канал местность превращалась в топкое болото, заражающее воздух зловонными испарениями.
Городские власти не могли найти средств на укрепление берегов и дна канала. В 1914 году в одном из докладов санитарного совета Городской думы Архангельска, представленных на её рассмотрение Думе, было указано:

Существующий в настоящее время канал не оправдывает не только своего назначения, но даже названия, так как почти на всем своем протяжении от этого канала остались только одни воспоминания. Вопрос об очистке канала злободневный, и чем он скорее будет разрешен, тем лучше город сохранит жизнь и здоровье своих горожан. Разговоры на эту тему ведутся каждую весну, когда болотные окраины города и улицы покрыты мутными лужами и целыми озёрами. За отсутствием сточных канав и бассейнов вода эта стоит очень долго на улицах города, подвергается гниению, заражая испарениями воздух. Нередко эта вода заливает низкие жилые помещения и для откачивания воды вызывается пожарная команда.
— Доклад санитарного совета Городской думы Архангельска, 1914 год
В связи с загрязнённостью отдельных участков канала в Городскую думу поступали жалобы от горожан и от различных организаций, здания которых были расположены в непосредственной близости от канала. В то же время технико-строительная комиссия города специально рекомендовала Думе провести частичную очистку Обводного канала, оздоровить местность рядом с ним. Однако все эти рекомендации и жалобы не были удостоены внимания городских властей.
Частичная очистка Обводного канала была произведена только после занятия Архангельска войсками Красной армии в 1920 году. Эта большая работа была осуществлена благодаря проведению массовых субботников. 1 мая 1920 года архангелогородцы трудились на благо города, работая на Обводном канале. Согласно отчётам тех дней, 12 тысяч участников субботника в общей сложности расчистили 400 саженей старого русла, прорыли 1200 саженей новых осушительных канав; тем не менее стало ясно, что даже массовыми акциями наподобие субботников невозможно было окончательно решить такую проблему, как осушение Мхов.
В начале 1940-х годов, когда стали применяться современные средства дренажных работ и площадь города значительно увеличилась, Обводный канал был постепенно засыпан и прекратил своё существование. После застройки новыми домами обоих берегов бывшего канала он окончательно превратился в одноимённый проспект, перестав быть каналом и границей города.

## Улицы, которые пересекает проспект и которые соприкасаются с ним
Перечень улиц, пересекаемых проспектом Обводный Канал, от его начала (железнодорожная насыпь, мост) в сторону Соломбалы:
- Улица Смольный Буян
- Улица Урицкого
- Улица Шабалина (берёт начало от проспекта)
- Северодвинская улица
- Улица Розы Люксембург
- Улица Выучейского
- Улица Серафимовича (заканчивается, «упираясь» в проспект)
- Улица Володарского
- Поморская улица (заканчивается, «упираясь» в проспект)
- Воскресенская улица
- Улица Попова
- Улица Логинова
- Садовая улица
- Улица Гайдара
- Вологодская улица (заканчивается, «упираясь» в проспект)
- Улица Федота Шубина (заканчивается, «упираясь» в проспект)
- Улица Суворова (заканчивается, «упираясь» в проспект)
- Комсомольская улица (заканчивается, «упираясь» в проспект)
- Улица Гагарина
- Проезд Бадигина
- Улица Тыко Вылки

## Транспорт
Городской транспорт, курсирующий по проспекту Обводный Канал, представлен только автобусами. Ранее по проспекту ходил на всём протяжении троллейбус по маршрутам 5, 6 и 7, однако в 2008 году архангельский троллейбус был закрыт.
Автобусные маршруты, частью которых является проспект, представлены в таблице:
| № Маршрута            | Направление маршрута                                                                  | Отрезок проспекта, по которому проходит маршрут |
| № 5                   | «Н. поселок — ул. Усть-Двинская»                                                      | от ул. Смольный Буян до ул. Гагарина            |
| № 64                  | «ЖД Вокзал — п. Силикатный»                                                           | от ул. Смольный Буян до ул. Урицкого            |
| № 75 (большое кольцо) | «ул. Урицкого — пр. Троицкий — ул. Гагарина — пр. Обводный канал» (большой кольцевой) | от ул. Урицкого до ул. Гагарина                 |
| № 69                  | «ЖД Вокзал — порт Экономия»                                                           | от ул. Гагарина до ул. Воскресенская            |

## Известные объекты, расположенные на проспекте
- На пересечении проспекта Обводный Канал и улицы Урицкого расположен Международный «Институт управления» (МИУ).
- «Чётная» сторона проспекта на участке от Вологодской до Комсомольской улицы представляет собой границу Вологодского (Кузнечевского) кладбища Архангельска.